# Яворова поляна
Яворова поляна е местност, в северозападния, Селимишки дял, на планината Витоша, наречена в чест на българския поет и революционер, Пейо Яворов.

## Местоположение
Местността се намира в границите на природен парк „Витоша“. В най-ниската си част поляната започва от мястото, където пътеката от Златните мостове (недалеч след хижа „Панчо Томов“) се разделя в две посоки: вляво, на юг, продължава към х. „Еделвайс“, а вдясно, на запад – към местността „Трендафила“. На югоизток над „Яворова поляна“ се намира местността „Офелиите“. Там се разполага малка ски-писта, за обучение на начинаещи, предимно деца.

## Паметник
В южния край на поляната има паметник на поета, изваян от арменския скулптор Григор Агаронян.